# Obersturmbannführer

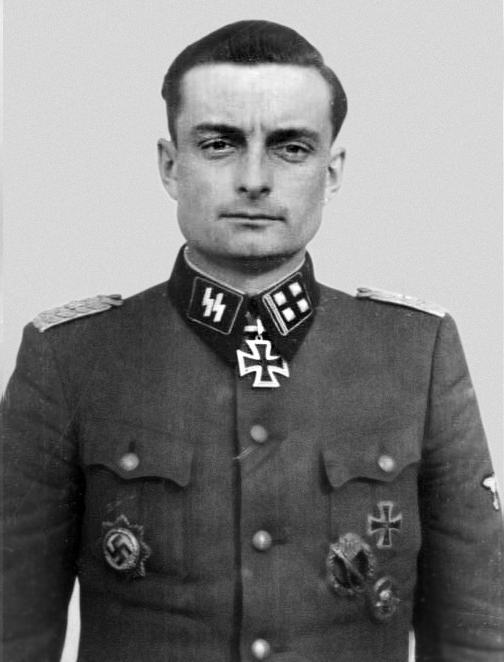
SS-Obersturmbannführer Manfred Schönfelder van de Waffen-SS

Obersturmbannführer was een paramilitaire rang in de nazi-partij, die gebruikt werd in de SA en de SS. De rang werd in mei 1933 tijdens de uitbreiding van de SA voorzien als nieuwe officiersrang boven die van Sturmbannführer. Het werd tegelijkertijd ook een SS-rang. De rang werd vertaald als "hoogste aanvals- (ofwel bestormings) eenheidsleider", Obersturmbannführer was de lagere rang van de Standartenführer en was het equivalent van de rang Oberstleutnant (luitenant-kolonel) in het Duitse leger.
De insignes voor de Obersturmbannführer waren vier zilveren ruiten en een streep gecentreerd op de linker kraagspiegel van het SS/SA uniform. De rang had bovendien de schouderemblemen van een Wehrmacht Oberstleutnant en was de hoogste SS/SA rang die eenheidsinsignes droeg op de tegen(over)gestelde kraagspiegel.

## Beruchte personen met dezelfde rang
- Rudolf Höß: commandant van concentratiekamp Auschwitz.

- Adolf Eichmann: bedenker van het Endlösungsvraagstuk, waar Auschwitz een grote rol in speelde. Eichmann werd bevorderd tot Obersturmbannführer in 1940 en was ook zodanig vermeld tijdens de Wannseeconferentie. Tijdens Eichmanns proces over oorlogsmisdaden in 1962 trok hoofdaanklager Gideon Hausner de aandacht door te vragen naar het belang en de verantwoordelijkheid van de rang van Obersturmbannführer, in reactie op Eichmanns bewering dat hij meer een klerk was die maar bevelen gehoorzaamde vroeg Hausner hem: "Was U een Obersturmbannführer of een kantoormeisje?".[bron?] In Eichmann in Jerusalem trok Hannah Arendt het idee in twijfel dat de rang Obersturmbannführer een rang van enig belang was, maar voegde eraan toe dat Eichmann er de gehele oorlog van "droomde" om bevorderd te worden tot Standartenführer.  Arendt wees erop dat het "... mensen zoals Eichmann, die door de rangen omhoog geklommen zijn, nooit werd toegestaan om verder te komen dan een luitenant-kolonel (dat wil zeggen de rang van een Obersturmbannführer) behalve aan het front".[6]

- Herbert Kappler: hoofd Duitse politie en veiligheidsdienst (Oberbefelshaber des Sicherheitspolitzei und SD) in Rome. Verantwoordelijk voor de moordpartij in de Ardeatijnse grotten.

- Joachim Peiper: commandant Kampfgruppe Peiper, die verantwoordelijke was voor het bloedbad van Malmedy in december 1944, tijdens de Slag om de Ardennen.[7]

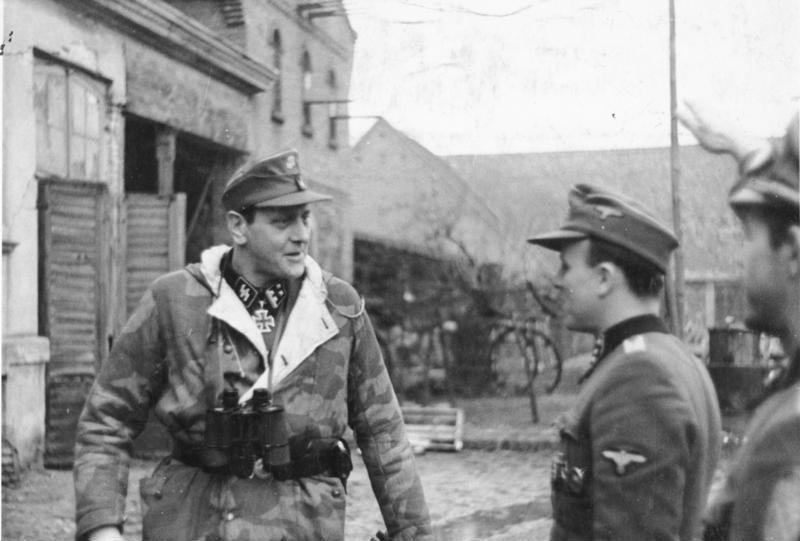
SS-Obersturmbannführer Otto Skorzeny aan de Oder

- Otto Skorzeny: commandant van de 150e SS-Panzer-Brigade. Verantwoordelijk voor de zeer spectaculaire actie tijdens de Slag om de Ardennen waarbij Engelssprekende SS'ers in Amerikaanse uniformen grote verwarring stichtten in de Amerikaanse linies.

## Zie ook

Insignes van de rang Obersturmbannführer
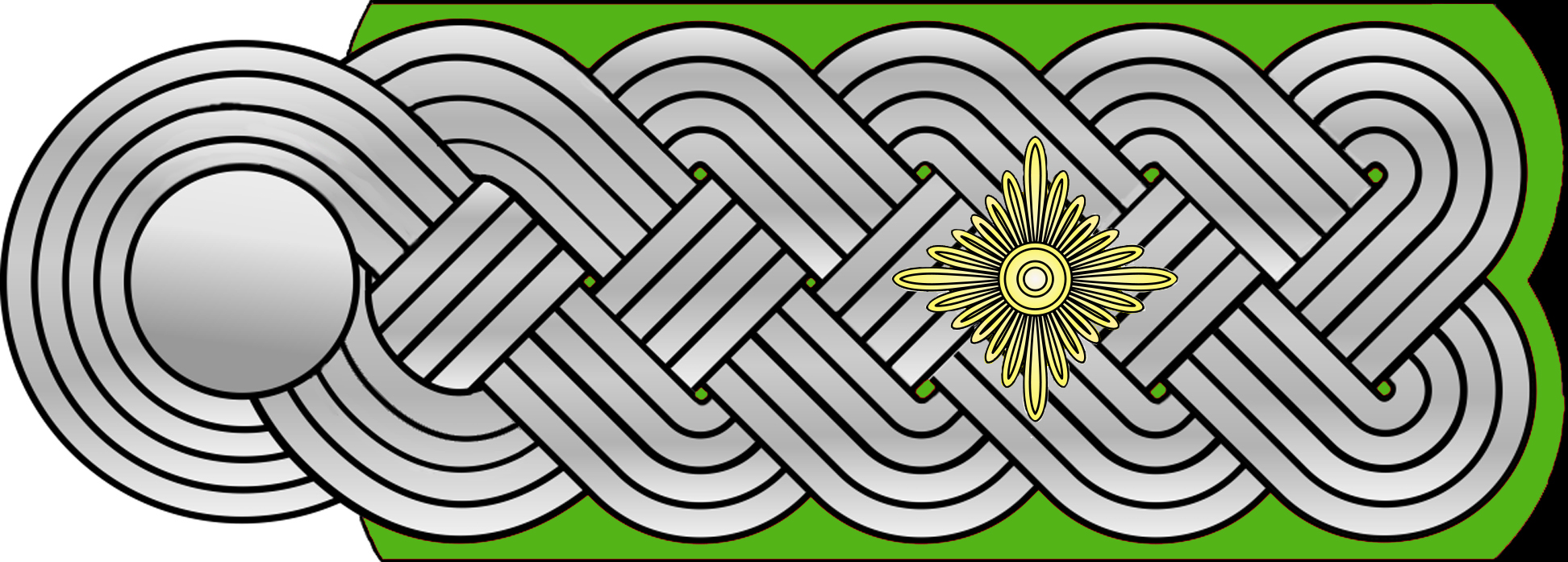
Epaulet
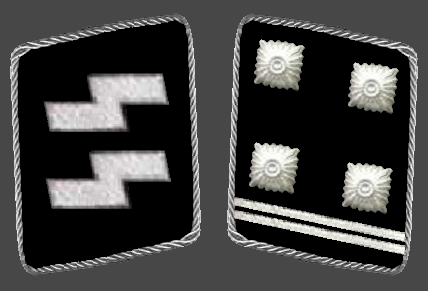
Kraagspiegels
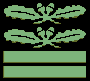
Mouw camouflage parka